# 6656 Йокота
6656 Йокота (6656 Yokota) — астероїд головного поясу, відкритий 23 березня 1992 року.
Тіссеранів параметр щодо Юпітера — 3,185.
Названо на честь астронома-аматора Йокоти (яп. よこた(横田) йокота).